# HD 167042 b
إتش دي 167042 بي (بالإنجليزية: HD 167042 b)‏ الذي يرمز له بالرمز HD 167042b، هو كوكب خارج المجموعة الشمسية، في كوكبة التنين، يتبع HD 167042 ‏.

## الاكتشاف
اكتشف في 22 أكتوبر 2007، وكانت طريقة الاكتشاف دوبلر الطيفي.